# 심민 (축구 선수)
심민(1998년 2월 15일 ~ ) 은 대한민국의 축구선수로, 현재 K3리그 춘천시민축구단에서 뛰고 있다.